# アウダル州
アウダル州（アウダルしゅう、ソマリ語: Awdal、アラビア語: أودَل）は、ソマリアの州の一つ。ソマリア内戦以降は行政機能を喪失しているため、アウダル地域とも呼ばれる。北部地域で最も西に位置し、北から時計回りにアデン湾、北部ガルベード州、エチオピア、ジブチと接する。州都はボラマ。1991年以降はソマリランドの一部としてソマリアから事実上独立状態にある。またソマリランド政府はソマリアとほぼ同じ領域に同名の州（アウダル州）を設置しており、こちらについても併せて説明する。
人口は約72万人（2019年推定）、面積は約2.1万平方キロメートル。なおソマリランド政府が定めたアウダル州の陸上面積を11,202平方キロメートルする場合がある。

## 歴史
15世紀から16世紀にかけて、アダル・スルタン国が栄えた。ゼイラには遺構が残っており、州名はこの国に由来する。20世紀半ばまではイギリス領ソマリランドの一部で、ボラマ地区が設置されていた。1960年にイタリア信託統治領ソマリアと合邦し、ソマリアとして独立。1962年6月14日、ボラマ地区は隣接する地区と合併し、発足した北西部州（ハルゲイサ州とも、現在の北部ガルベード州）の一部となった。
1984年6月、北部ガルベード州からアウダル州として分立。1991年5月、旧イギリス領がソマリランド共和国として独立を宣言すると、アウダル州はその一部となった。2008年3月22日、ソマリランドのダヒル・リヤレ・カヒン大統領は州北部を分離させ、サラル州を設置した。ただしサラル州は議会に承認されていない。
ソマリランドの独立宣言後、一部の住民はソマリアへの帰属を要求している。1995年にアウダル共和国が、2010年にアウダルランドが、2011年にゼイラ・アンド・ルーガヤ国がそれぞれ建国され、ソマリアへの編入を求めた。しかしいずれもソマリランド政府に鎮圧されており、成功した例は存在しない。

## 隣接州
- 北部ガルベード州
- ソマリ州
- アリ・サビエ州
- アルタ州

## 下位行政区画
ソマリアのアウダル州はバキ、ボラマ、ルーガヤ、ゼイラの4地区（県とも、ソマリ語: Degmo (単数形)、英語: District）に区分されていた。ソマリランドは新規地区の追加を行い、2020年1月時点で12地区となっている。また地区の規模に応じて4段階の格付けを実施しており、最高はA級である。カッコ内は英語表記。
- A級（1地区）
  - ボラマ地区（Boorame (Borama)）

- B級（1地区）
  - ゼイラ地区（英語版）（Saylac (Zeila)）

- C級（2地区）
  - バキ地区（Baki）
  - ルーガヤ地区（英語版）（Lughaya）

- D級（8地区）
  - ディラ地区（英語版）（Dilla）
  - ブーン（英語版）（Boon）
  - Xariirad (Harirad)
  - Garbo-dadar
  - クリジェード（英語版）（Quljeed）
  - Xeego
  - Cali-xaydh
  - Magaalo-cad

### 主要都市
- バキ（英語版）
- ボラマ
- ディラ
- ルーガヤ（英語版）
- ゼイラ

## 出身人物
- ダヒル・リヤレ・カヒン - ソマリランド第3代大統領
- ハッサン・グレド・アプティドン - ジブチ初代大統領